# Jan Homola (1959)
Jan Homola (* 25. prosince 1959) je bývalý český fotbalista, útočník.

## Fotbalová kariéra
V československé lize hrál za Zbrojovku Brno a Škodu Plzeň. Nastoupil v 69 prvoligových utkáních a dal 17 gólů. Za Zbrojovku nastoupil jako střídající hráč třikrát v Poháru UEFA 1980/81, odehrál celkem 43 minuty, v nichž neskóroval.
Ve druhé nejvyšší soutěži absolvoval debut mezi muži v dresu Opavy (1977/78: 3 branky), dále ji hrál na vojně za VTJ Tábor a v Plzni, kde nastoupil v dalších více než 171 utkáních a dal 79 gólů.
V sezoně 2013/14 působí jako trenér mužů TJ Zruč (od 2007/08) v 1. A třídě Plzeňského kraje (6. liga).

## Ligová bilance
| Ročník                                   | Zápasy | Góly | Klub              |
| ---------------------------------------- | ------ | ---- | ----------------- |
| 1. československá fotbalová liga 1980/81 | 14     | 1    | TJ Zbrojovka Brno |
| 1. československá fotbalová liga 1986/87 | 28     | 5    | TJ Škoda Plzeň    |
| 1. československá fotbalová liga 1988/89 | 27     | 11   | TJ Škoda Plzeň    |
| CELKEM                                   | 69     | 17   |                   |